# 阿什菲爾德 (英國國會選區)
阿什菲爾德（英語：Ashfield），英國國會一郡選區，包括英格蘭諾定咸郡西部阿什菲爾德和布羅克斯托一部。創設於1955年。
該區自創設以來一直支持工黨，除了1977年的補選投向保守黨除外。2010年大選中的凱萊·德·皮耶羅以33.7%選票勝出該區，為工黨保住議席。